# Fusarium elongatum
Fusarium elongatum är en svampart som beskrevs av Cooke 1890. Fusarium elongatum ingår i släktet Fusarium och familjen Nectriaceae.   Inga underarter finns listade i Catalogue of Life.